# ماوراء (فیلم)
ماوراء (ایتالیایی: L'aldilà) یک فیلم ترسناک ایتالیایی به کارگردانی لوچو فولچی محصول سال ۱۹۸۱ است که دومین فیلم از سه‌گانه غیررسمی دروازه های جهنم به شمار می‌رود. از بازیگران آن می‌توان به دیوید واربک، ورونیکا لازار، چینزیا مونرئاله، و لوچو فولچی اشاره کرد.
ماورا در گذر زمان موقعیت یک فیلم کالت را به دست آورده است.